# Nuraghe S'Ega Marteddu
Il nuraghe  S'Ega Marteddu è una fortezza di epoca nuragica costruita su un rilievo collinare a pochi metri dalla spiaggia di Maladroxia, nell'isola di Sant'Antioco. Dal nuraghe multi-torre è possibile controllare buon parte del Golfo di Palmas sino a Capo Teulada.  Il nuraghe presidiava l'accesso marino e costiero alla parte sud-occidentale dell'isola di Sant'Antioco.